# Estiva Gerbi
Estiva Gerbi là một đô thị ở bang São Paulo của Brasil.
Đô thị này nằm ở vĩ độ 22º16'17" độ vĩ nam và kinh độ 46º56'41" độ vĩ tây, trên khu vực có độ cao 590 m. Dân số năm 2004 ước tính là 9.975 người. 
Emancipou-se de Mogi Guaçu em 30 tháng 12 năm 1991 e o município foi instalado em 1 tháng 1 năm 1993.
Đô thị này có diện tích 73,7 km².

### Demografia -censo de 2000
Tổng dân số: 8.856
- Dân số thành thị: 7.642
- Dân số nông thôn: 1.214
- Nam giới: 4.572
- Nữ giới: 4.284

Mật độ dân số (người/km²): 120,16
Tỷ lệ tử vong trẻ sơ sinh dưới 1 tuổi (trên một triệu người): 12,21
Tuổi thọ bình quân (tuổi): 73,30
Tỷ lệ sinh (số trẻ trên mỗi bà mẹ): 2,20
Tỷ lệ biết đọc biết viết: 90,21%
Chỉ số phát triển con người (HDI-M): 0,794
- Chỉ số phát triển con người - Thu nhập: 0,694
- Chỉ số phát triển con người - Tuổi thọ: 0,805
- Chỉ số phát triển con người - Giáo dục: 0,882

(Nguồn: IPEADATA)

### Các xa lộ
- SP-340